# Reinhard Münchmeyer
Reinhard Münchmeyer (* 27. Juni 1868 in Alvensleben; † 10. September 1939 in Leck (Nordfriesland)) war ein deutscher evangelischer Geistlicher und Politiker (DVP).

## Leben
Münchmeyer besuchte von 1880 bis 1884 das Gymnasium in Neuhaldensleben und danach das Leibniz-Gymnasium in Berlin, an dem er zu Ostern 1889 das Abitur ablegte. Im Anschluss studierte er evangelische Theologie an den Universitäten in Halle und Kiel. Er bestand am 26. Juli 1894 die erste theologische Prüfung in Halle und war von Oktober 1894 bis Juni 1897 als Vikar an den Bodelschwinghschen Anstalten Bethel tätig. Am 25. Januar 1896 legte er die zweite theologische Prüfung in Magdeburg ab und am 16. Juni 1897 wurde er dort als Pastor ordiniert.
Nach seiner Ordination ging Münchmeyer nach Schottland und war von 1897 bis 1898 als Seemannspastor im Distrikt des Firth of Forth tätig. Ab dem 14. Februar 1898 war er Pfarrer an der Deutschen Evangelischen Gemeinde in Glasgow und Seemannspastor des Clyde-Distriktes. Im Anschluss kehrte er nach Deutschland zurück, ließ sich in Stettin nieder und wurde am 1. Juli 1904 Seemannspastor der Ostseehäfen und Schriftführer des Komitees der Deutschen Evangelischen Seemannsmission in Berlin.
Neben seiner beruflichen Tätigkeit veröffentlichte Münchmeyer Schriften zur Seemannsmission und war Mitherausgeber der Blätter für Seemannsmission. Darüber hinaus bekleidete er zahlreiche Ehrenämter. Er war Vorsitzender des Aktionsausschusses der Deutschen Evangelischen Seemannsmission, stellvertretender Vorsitzender des Vereins Stettiner Seemannsheim, Vorsitzender der Fürsorgestelle für Kleinsiedlungswesen in Stettin und Umgebung, Zweiter Vorsitzender des Schussverbandes der Kirche in Pommern sowie Geschäftsführer des Ausschusses zur Förderung des Volksschulwesens in Pommern.
Münchmeyer trat nach der Novemberrevolution in die Deutsche Volkspartei (DVP) ein. Er war stellvertretender Vorsitzender der DVP in Stettin und dort Mitglied der Stadtverordnetenversammlung. Im Februar 1921 wurde er als Abgeordneter in den Preußischen Landtag gewählt, dem er bis 1924 angehörte. Im Parlament vertrat er den Wahlkreis 6 (Pommern).
Sein Sohn Friedrich Münchmeyer wurde ebenfalls Pfarrer und amtierte von 1957 bis 1962 als erster Präsident der Hauptgeschäftsstelle des Werkes „Innere Mission und Hilfswerk der EKD“ (heute Diakonie Deutschland).

## Veröffentlichungen (Auswahl)
- In der Fremde. Einige Zeugnisse aus der Auslandsarbeit. N. G. Elwertsche Verlagsbuchhandlung, Marburg 1905.
- Die deutsche evangelische Seemannsmission. (= Handbuch der deutschen evangelischen Seemannsmission.) Verlag F. Hessenland, Stettin 1912.
- Kriegsnot und Bußsegen. 1917.